# اليوم الوطني العماني
يعد اليوم الوطني عطلة رسمية في سلطنة عمان والعطلة الرئيسية في البلاد.

## الخلفية
وقد وصل البرتغاليون أول مرة إلى البلد في أوائل القرن السادس عشر، واستخدموا مسقط الآن بوصفها ميناء محصنا لحماية طرقهم التجارية إلى الهند. غير مرتاحة لوجود البرتغال الذي يستغل عمان، فقد وافقت عشيرة اليعربي على معاهدة مع شركة الهند الشرقية البريطانية للسماح للبريطانيين بالتمتع بحقوقهم في موانئهم، في توبيخ للحكومة البرتغالية. قاد الإمام سلطان بن سيف تمرداً طرد البرتغاليين من عمان وموانئها.

## الاحتفالات
وتشمل أحداث اليوم الوطني المسيرات، والألعاب النارية، وسباقات الهجن، وعرض للأحصنة، ومرة كل خمس سنوات، يجري تنظيم معرض عسكري. وتمنح العطلة العمانيين الفرصة للعودة إلى قراهم الأصلية مما يجعل مستوى حركة المرور خلال العطلة أكبر بكثير من المعتاد.